# Pavia (provins)
Pavia är en provins i regionen Lombardiet i Italien. Pavia är huvudort i provinsen. Provinsen bildades när Kungariket Sardinien genom freden i freden i Zürich 1859 erhöll Lombardiet upp till floden Mincio från Kungariket Lombardiet-Venetien som tillhörde Kejsardömet Österrike.

## Administrativ indelning
Provinsen Pavia är indelad i 186 comuni (kommuner). All kommuner finns i lista över kommuner i provinsen Pavia.
| Datum           | Ny kommun            | Kommuner som upphörde         |
| --------------- | -------------------- | ----------------------------- |
| 4 februari 2014 | Cornale e Bastida    | Bastida de' Dossi och Cornale |
| 1 januari 2016  | Corteolona e Genzone | Corteolona och Genzone        |
| 1 januari 2019  | Colli Verdi          | Canevino, Ruino och Valverde  |

## Geografi
Provinsen Pavia gränsar:
- i norr mot provinsen Milano
- i öst mot provinsen Lodi och Piacenza
- i sydväst mot provinsen Alessandria, Vercelli och Novara